# Lauterbach (Steingaden)
Lauterbach ist ein Ortsteil der Gemeinde Steingaden im oberbayerischen Landkreis Weilheim-Schongau.

## Lage
Das Dorf liegt auf freier Flur, knapp zwei Kilometer nordöstlich von Steingaden. Die von Steingaden kommende Bundesstraße 17 führt hindurch.

## Geschichte
Lauterbach wurde im Zuge der Verwaltungsreformen im Königreich Bayern 1818 zur selbständigen politischen Gemeinde im Landgericht Schongau. 
Ortsteile waren:
| - Boschach (Weiler) - Butzau (Weiler) - Deutensee (Einöde) - Engen (Einöde) - Ilberg (Einöde) | - Ilgen (Einöde) - Kellershof (Weiler) - Kuchen (Einöde) - Lauterbach (Dorf) - Oberengen (Einöde) | - Riesen (Dorf) - Staltannen (Dorf) - Unterengen (Einöde) - Zöpfhalden (Einöde) |

Am 1. April 1939 vereinigte sich Lauterbach mit zwei Nachbargemeinden zur Gemeinde Steingaden.